# Pleasantville (comté de Bedford, Pennsylvanie)
Pour les articles homonymes, voir Pleasantville (homonymie).
Pleasantville est un borough situé au nord-ouest du comté de Bedford, en Pennsylvanie, aux États-Unis,. En 2010, il comptait une population de 198 habitants. Il est incorporé le 22 février 1871.

## Démographie
Lors du recensement de 2010, le borough comptait une population de 198 habitants. Elle est estimée, le 1er juillet 2019, à 186 habitants.

### Source de la traduction
- (en) Cet article est partiellement ou en totalité issu de l’article de Wikipédia en anglais intitulé « Pleasantville, Bedford County, Pennsylvania » (voir la liste des auteurs).